# HFC Haarlem in het seizoen 1975/76
Het seizoen 1975/1976 was het 21e jaar in het bestaan van de Haarlemse betaaldvoetbalclub Haarlem. De club kwam uit in de Eerste divisie en eindigde daarin op de eerste plaats, dit hield in dat de club rechtstreeks promoveerde naar de Eredivisie. Tevens deed de club mee aan het toernooi om de KNVB beker, hierin werd in de derde ronde verloren van De Graafschap (0–4).

## Wedstrijdstatistieken

### Eerste divisie
|       | SC Amersfoort | FC Den Bosch '67 | SC Cambuur | FC Dordrecht | Fortuna SC | FC Groningen | Heerenveen | Helmond Sport | SC Heracles '74 | PEC Zwolle | SVV   | Veendam | Vitesse | FC Vlaardingen '74 | Volendam | FC VVV | Wageningen | Willem II |
| ----- | ------------- | ---------------- | ---------- | ------------ | ---------- | ------------ | ---------- | ------------- | --------------- | ---------- | ----- | ------- | ------- | ------------------ | -------- | ------ | ---------- | --------- |
| Thuis | 1 – 2         | 2 – 0            | 2 – 1      | 1 – 0        | 3 – 0      | 3 – 0        | 1 – 0      | 1 – 0         | 5 – 0           | 2 – 1      | 4 – 0 | 3 – 2   | 4 – 1   | 0 – 0              | 1 – 1    | 1 – 0  | 1 – 1      | 9 – 1     |
| Uit   | 3 – 8         | 1 – 1            | 2 – 6      | 0 – 0        | 1 – 1      | 4 – 0        | 1 – 2      | 0 – 1         | 0 – 3           | 2 – 2      | 1 – 2 | 5 – 1   | 1 – 1   | 0 – 1              | 1 – 1    | 2 – 3  | 2 – 0      | 0 – 1     |

### KNVB beker
| 1e ronde                                                  | Noordwijk                                                              | 0 – 3 (0 – 1)          | Haarlem                           |
| 6 september 1975 Plaats: Noordwijk Sportpark Duinwetering |                                                                        |                        | 5' Cor Pot 65', 69' Gerrie Kleton |
| 2e ronde                                                  | FC Den Bosch '67                                                       | 0 – 0 Na strafschoppen | Haarlem                           |
| 12 oktober 1975 Plaats: 's-Hertogenbosch De Vliert        |                                                                        |                        |                                   |
| 3e ronde                                                  | De Graafschap                                                          | 4 – 0 (0 – 0)          | Haarlem                           |
| 7 december 1975 Plaats: Doetinchem De Vijverberg          | Dick Schoenaker 62' Gerdo Hazelhekke 63', 70' Gerrie Kleton 89' (e.d.) |                        |                                   |

## Statistieken Haarlem 1975/1976

### Eindstand Haarlem in de Nederlandse Eerste divisie 1975 / 1976
| Stand | Gespeeld | Gewonnen | Gelijk | Verloren | Punten | Doelpunten voor | Doelpunten tegen |
| ----- | -------- | -------- | ------ | -------- | ------ | --------------- | ---------------- |
| 1e    | 36       | 23       | 9      | 4        | 55     | 78              | 36               |

### Topscorers
| #                 | Naam              | Goal |
| ----------------- | ----------------- | ---- |
| 1.                | Piet van den Berg | 25   |
| 2.                | Gerrie Kleton     | 18   |
| 3.                | Jerzy Sadek       | 7    |
| 4.                | Rob de Kip        | 6    |
| 5.                | Cor Pot           | 5    |
| 6.                | Beer Wentink      | 4    |
| 7.                | Jan Fransz        | 3    |
| 8.                | Johan Derksen     | 2    |
| 8.                | Boudewijn de Geer | 2    |
| 8.                | Douglas George    | 2    |
| 8.                | Gerrit Peijs      | 2    |
| 12.               | John Metgod       | 1    |
| Onbekend doelpunt |                   |      |
| –                 | Onbekend          | 1    |
| Totaal            | Totaal            | 78   |

| #      | Naam          | Goal |
| ------ | ------------- | ---- |
| 1.     | Gerrie Kleton | 2    |
| 2.     | Cor Pot       | 1    |
| Totaal | Totaal        | 3    |

## Voetnoten
SC Amersfoort ·
FC Den Bosch '67 ·
SC Cambuur ·
FC Dordrecht ·
Fortuna SC ·
FC Groningen ·
Haarlem ·
Heerenveen ·
Helmond Sport ·
Heracles '74 ·
PEC Zwolle ·
SVV ·
SC Veendam ·
Vitesse ·
FC Vlaardingen '74 ·
Volendam ·
FC VVV ·
Wageningen ·
Willem II